# Гофгайм (Гессен)
Гофгайм-ам-Таунус (нім. Hofheim am Taunus) — місто в Німеччині, знаходиться в землі Гессен. Підпорядковується адміністративному округу Дармштадт. Адміністративний центр району Майн-Таунус.
Площа — 57,38 км2. Населення становить 39 905 ос. (станом на 31 грудня 2020).